# Pilosella portae
Pilosella portae là một loài thực vật có hoa trong họ Cúc. Loài này được (Willk. ex T.Durand & B.D.Jacks.) Mateo & Greuter mô tả khoa học đầu tiên năm 2007.